# Michael Bowen
Michael Bowen jr. (Houston, 21 juni 1953) is een Amerikaans acteur.

## Biografie
Bowen werd geboren in Houston, als halfbroer van Robert en Keith Carradine en oom van Martha Plimpton en Ever Carradine. 

## Filmografie

### Films
Selectie:
- 2012 Django Unchained – als speurder
- 2008 Deadgirl – als Clint
- 2004 After the Sunset – als FBI chauffeur
- 2004 Kill Bill: Vol. 2 – als Buck
- 2004 Walking Tall – als sheriff Stan Watkins
- 2003 Kill Bill: Vol. 1 – als Buck
- 1999 Magnolia – als Rick Spector
- 1997 Jackie Brown – als Mark Dargus
- 1994 Beverly Hills Cop III – als Fletch
- 1993 Casualties of Love: The Long Island Lolita Story – als Paul Makely
- 1990 The Godfather Part III – als de Mask
- 1983 Valley Girl – als Tommy

### Televisieseries
Selectie:
- 2016-2022 Animal Kingdom - als Vin - 5 afl.
- 2012-2013 Breaking Bad – als oom Jack – 7 afl.
- 2010 Scoundreis – als Charlie - 5 afl.
- 2006-2007 Lost – als Danny Pickett – 7 afl.
- 1992 Matlock – als Jay Reynolds – 2 afl.

- Gemeinsame Normdatei: 106526982X
- International Standard Name Identifier: 0000 0000 7116 7220
- Library of Congress Control Number: no2009148445
- MusicBrainz: 440dfabd-18aa-4061-91ec-475b3349e92a
- Système universitaire de documentation: 235971227
- Virtual International Authority File: 100803281
- WorldCat: E39PBJht4XMD64P6xFq7jXwQv3